# Canción de cumpleaños

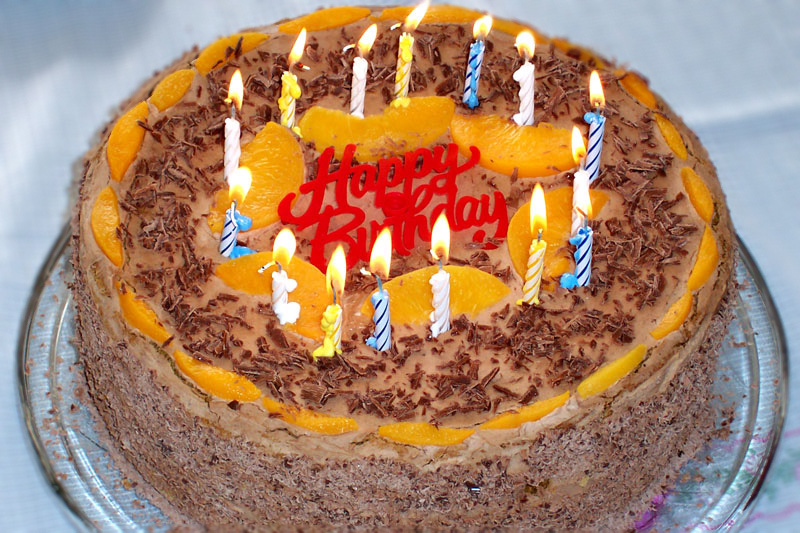
Pastel de cumpleaños

La canción de cumpleaños es una canción popular que se suele cantar en una fiesta de cumpleaños para la persona que celebra el aniversario de su nacimiento. Se recita normalmente cuando todos los asistentes están frente al pastel de cumpleaños y antes de que el festejado sople las velas.

## Origen
Existen varias canciones. Normalmente cada cultura tiene una canción distinta, sin embargo una de las más populares internacionalmente es «Cumpleaños feliz», la cual es una adaptación de la versión original en inglés «Happy Birthday to you» la cual que se ha traducido en múltiples idiomas. Esta versión traducida coexiste junto con la melodía tradicional.

## Por región
Otras canciones muy conocida en el mundo hispanohablante son «Feliz, feliz en tu día», de Los payasos de la tele y «Cumpleaños feliz» de Parchís.
En México se le cantan a los festejados «Las mañanitas», que es la canción más popular, generalmente en un arreglo de mariachi, aunque incluso existen versiones pop, como la de la cantante Tatiana.
La canción utilizada en Rusia es «La canción del Cocodrilo Guena», la cual es una melodía tomada de una serie animada de los tiempos soviéticos. 
En Noruega la canción tradicional se llama «Hurra for deg» (Hurra por ti) e incluye las instrucciones de mímica que todos los invitados deben realizar simultáneamente mientras cantan. 
En Venezuela, la canción tradicional se llama «Ay, que noche tan preciosa». Está cargada de muy buenos deseos hacia el cumpleañero.
- Datos: Q8261762